# Arroio Velhaco
O arroio Velhaco é um curso de água do estado do Rio Grande do Sul, no Brasil, que corta o município de Arambaré e desagua na lagoa dos Patos.